# Potatoes for Christmas
Potatoes for Christmas é um EP da banda de rock alternativo Papa Roach, lançado em 1994 pela gravadora dB Records. Dave Buckner não participa desse EP, apesar de estar na banda, porque ele estava passando o ano em Seattle, então ele foi temporariamente substituído por Ryan Brown.
No dia 8 de Abril de 2003 o álbum foi relançado, e está disponível digitalmente online e foi uma vez disponível em algumas lojas vendidos como "usado". No entanto, a banda não autorizou o relançamento do álbum. No site http://www.amazon.com/, Jacoby Shaddix escreveu uma resenha do EP incentivando os fãs a não o comprarem porque eles não autorizaram o relançamento e não vão obter lucro com as vendas do EP.

## Faixas
| N.º | Título            | Duração |  |
| 1.  | "Coffee Thoughts" | 4:08    |  |
| 2.  | "Mama's Dress"    | 3:01    |  |
| 3.  | "Lenny's"         | 4:09    |  |
| 4.  | "Lulu Espidiachi" | 3:01    |  |
| 5.  | "Cheez-Z-Fux"     | 3:50    |  |
| 6.  | "I Love Babies"   | 4:00    |  |
| 7.  | "Dendrilopis"     | 1:07    |  |